# Jade Valerie Villalon
Jade Valerie Villalon, también conocida como Jade Villalon, Jade Valerie o «Jade from Sweetbox» (San Diego, California, 12 de agosto de 1980) es una cantante y compositora estadounidense. Durante largo tiempo era cantante del proyecto Sweetbox (desde 2000 hasta 2007, de las cantantes hasta ahora fue quien más tiempo estuvo con el grupo), habiendo lanzado un total de once discos (de los cuales cinco fueron de estudio) con ellos. En septiembre de 2007 salió del grupo y continuó su carrera como solista con el nombre de Jade Valerie.

## Biografía
Villalon nació en San Diego de padre filipino y madre estadounidense de ascendencia alemán–irlandesa. Desde la edad de tres años crecía en Japón, aunque también residió mucho en San Diego. Comenzó su carrera como actriz infantil, apareció por primera vez en un comercial televisivo de pastas. A los diecisiete años personificó a Melanie, un adolescente positivo de VIH en el episodio 70 de la teleserie Touched by an Angel. Ha aparecido en numerosos videoclips, entre otros en Unpretty de TLC. A los dieciocho años se mudó a Los Ángeles.
Su carrera musical se inició  con el grupo Gemstone del cual era integrante junto con otras dos jóvenes (Christina Vidal, Crystal Grant). Después de la desintegración del grupo, Jade de dieciocho años se encontró con GEO, productor de Sweetbox, quien estaba justo buscando una cantante que ocuparía el lugar de Tina Harris que salió del grupo. La colaboración de Jade y Sweetbox resultó fructífera, editando varios álbumes, los cuales arrasaron sobre todo en el Extremo Oriente. Su música apareció además en varios comerciales (como World without Frontiers, una versión de Hate without Frontiers del álbum Adagio y Addicted en el comercial de Subaru, pero también en un comercial de Coca-Cola salió su música), además en el juego Final Fantasy X-2 pueden escucharse dos de sus canciones (1000 Words y Real Emotion; en la versión japonesa las mismas las cantó Kumi Kōda). En el disco recopilatorio DisneyMania adaptó la canción A Whole New World, tema de la película de animación Aladdín de Disney.
El 4 de septiembre de 2007 Jade declaró su salida del Sweetbox y que continuaría su carrera con el nombre de Jade Valerie. Su primer disco como solista, Out of the Box salió aún en el mismo año, el 17 de octubre; siguiéndolo Bittersweet Symphony en 2008. Jade actualmente está trabajando en su tercer álbum en Praga.

## Discografía
(Los discos grabados con Sweetbox véaselos en el artículo sobre Sweetbox).
- Out of the Box (2007)
- Bittersweet Symphony (2008)